# Arturo Nieto
Arturo Nieto Olmedo, né le 9 avril 1940 au Mexique, est un chanteur d'opéra et professeur de chant mexicain, connu pour être l'un des barytons les plus remarquables de son pays.

## Biographie
Nieto a été élève d'Ángel R. Esquivel (es) au Conservatoire national de musique de Mexico et à l'École nationale de musique de l'Université nationale autonome du Mexique (UNAM). Il a fait ses débuts au Palacio de Bellas Artes en 1967 dans le rôle de Sharpless dans l'opéra Madame Butterfly de Giacomo Puccini. Plus tard, il a participé à l'inauguration du premier Festival International Cervantino en 1972, où il a interprété le rôle de Don Quichotte dans l'opéra du même nom de Jules Massenet. La même année, il a reçu le diplôme de l'Union nationale des chroniqueurs de théâtre et de musique en tant que chanteur mexicain de l'année.
Tout au long de sa carrière, Nieto s'est produit lors de plusieurs saisons d'opéra au Palacio de Bellas Artes, au Teatro Degollado (en) et au Teatro Florida (en). En outre, son répertoire a englobé la zarzuela, l'opérette et l'opéra de chambre. Certains des rôles qu'il a interprétés comprennent Papageno dans La Flûte enchantée, Valentin dans Faust de Gounod, Figaro dans Le Barbier de Séville de Rossini et Vidal Hernando dans Luisa Fernanda (en) de Moreno Torroba.
En tant que baryton, Nieto a partagé la scène avec des figures importantes de l'opéra, telles que Plácido Domingo. Actuellement, il est professeur de chant au Conservatoire national de musique et a formé des chanteurs de renommée internationale tels que Salvatore Licitra et Rolando Villazón.
Nieto est également connu pour être le père du pianiste Arturo Nieto-Dorantes, professeur titulaire de la Faculté de musique de l'Université Laval, directeur des programmes de maîtrise et de doctorat en musique - interprétation,.